# Luca Marchegiani
Luca Marchegiani (Ancona, 1966. február 22. –) olasz válogatott labdarúgókapus.

## Pályafutása

### Klubcsapatban
Pályafutását alacsonyabb osztályú csapatoknál kezdte. Az 1987–88-as idényben egy alkalommal védett a Brescia színeiben. 1988 és 1993 között a Torino játékosa volt. 1991-ben a másodosztályt és a közép-európai kupát, két évvel később az olasz kupa serlegét nyerték meg. 1993-ban a Lazio igazolta le, ekkor a világ legdrágább kapusának számított. A Lazioval olasz bajnokságot, két olasz kupát, két olasz szuperkupát, egy kupagyőztesek Európa-kupáját és egy UEFA-szuperkupát nyert. Az 1997–98-as UEFA-kupa döntőjébe is bejutottak, ahol azonban 3–0-s vereséget szenvedtek az Internazionale ellen. A Lazio kapuját 243 mérkőzésen védte. 2003-ban a Chievo együtteséhez távozott és innen vonult vissza 2005-ben.

### A válogatottban
1992 és 1996 között 9 alkalommal szerepelt az olasz válogatottban. Részt vett az 1994-es világbajnokságon, ahol bejutottak a döntőbe.

## Sikerei, díjai
Torino
- Olasz másodosztály (1): 1990–91
- Olasz kupa (1): 1992–93
- Közép-európai kupa (1): 1991
- UEFA-kupa döntős (1): 1991–92
- Olasz szuperkupa döntős (1): 1993

Lazio
- Olasz bajnok (1): 1999–00
- Olasz kupa (2): 1997–98, 1999–00
- Olasz szuperkupa (2): 1998, 2000
- Kupagyőztesek Európa-kupája (1): 1998–99
- UEFA-kupa döntős (1): 1997–98
- UEFA-szuperkupa (1): 1999

Olaszország
- Világbajnoki döntős (1): 1994

## Külső hivatkozások
- Luca Marchegiani – a FIFA adatbázisában
- Luca Marchegiani adatlapja a National-Football-Teams.com oldalon (angolul)

- Luca Marchegiani (angol nyelven). FootballDatabase.eu
- Luca Marchegiani (angol nyelven). eu-football.info
- Luca Marchegiani (olasz nyelven). figc.it, FIGC. [2018. február 20-i dátummal az eredetiből archiválva]. (Hozzáférés: 2018. február 19.)